# 黑暗世界
黑暗世界是白狼游戏公司（White Wolf Inc.）所制造的一个虚构的世界，其设定为接近真实的社会，不过有各种超自然的生物存在并充满了阴谋和血腥。

## 简介
黑暗世界的桌上角色扮演游戏规则先由白狼，随后由玛瑙路（因为在吸血鬼之避世潜藏第5版写的车臣迫害同性恋内容，白狼已被P社重组并不再写作和发布任何内容）所发布，最近也有被P社授权的规则发布。其专注于深度扮演，并且根据不同的产品线，有着不同的恐怖子风格。
在旧WoD（简称oWoD）中，所有产品线都是平行世界；因此不同规则常在故事线上相互矛盾，此外，尽管使用同一个ST系统，但是在涉及不同种类的超自然力量时却是不兼容的。
新WoD（简称nWoD，有着更新过的ST系统）的发布带着一本核心规则书，其中包含所有产品线的基本规则，并描述了超或不超自然的恐怖场景下的正常人类设定。新WoD以模块化的进行产品线联动的方式和一些小小的固定设定，让它对于ST（GM在WoD中被称为ST）来说更好混搭使用了。
新系列也一直努力在避免黑暗世界传统的老式哥特式风格（特别在吸血鬼之避世潜藏）好让它更加稍微接近传统恐怖风格。
在2015年12月在被P社收购后，新WoD被重命名为黑暗编年史（简称CofD），好让它跟重新启动的旧WoD（现称经典Wod，简称cWoD）系列区分。

## 产品列表
黑暗世界可以被分为旧黑暗世界和新黑暗世界，两者目前皆在同时发布。

#### 旧黑暗世界/经典黑暗世界(oWod/cWoD)
- 吸血鬼之避世潜藏(Vampire: the Masquerade)
- 狼人之末日怒吼(Werewolf: the Apolcalypse)
- 死灵之灵恸湮灭(Wraith: the Oblivion)
- 法师之超凡入圣(Mage: the Ascension)
- 猎手之最终审判(Hunter: the Reckoning)
- 换生灵之蛰梦仙境(Changeling: the Dreaming)
- 木乃伊之不朽苏生(Mummy: the Ressurection
- 恶魔之堕落天使(Demon: the Fallen)
- 俄耳甫斯(Orpheus)
- 东方血族(Kindred of the East)

LARP规则：
- 心之眼剧院(Mind Eye Theater)

### 新黑暗世界/黑暗编年史(nWoD/CofD)
- 吸血鬼之安魂挽歌(Vampire: The Requiem)
- 狼人之乐园弃逐(Werewolf: The Forsaken)
- 法师之沉梦初醒(Mage: The Awakening)
- 魔像之受造成人(Promethean: The Created)
- 换生灵之迷途失返(Changeling: The Lost)
- 猎人之秉烛夜巡(Hunter: The Vigil)
- 缚灵之食罪消业(Geist: The Sin-Eaters)
- 木乃伊之诅受永碌(Mummy: The Curse)
- 恶魔之谪降寰础(Demon: The Descent)
- 妖魔之原初梦魇(Beast: The Primordial)

## 吸血鬼之避世潜藏

### Dhampir 亞種
在白狼公司創造的吸血鬼之避世潜藏RPG遊戲世界中，亞種是十五代與人類所生的孩子。兩個十五代的吸血鬼並不能生育子女，因為兩方都沒有絲毫的"生命之力"，創造新生命是不可能的。
1999年，白狼製定了一個末日情節，影響了全部的遊戲線；包括了吸血鬼之避世潜藏系列。血統淡薄、虛弱的吸血鬼們，與最初的起源該隱已有一定的距離，並缺乏許多吸血鬼的力量，而且可以說是沒有多少能力變造新血，卻變得能夠孕育亞種。這被視為是末日的徵兆，吸血鬼群中所認知的"火焚末日"。(出自《聖經‧列王紀略》，希伯來語稱欣嫩谷，或稱火焚谷，為地獄之門)
亞種技術上並非血僕(藉由飲用吸血鬼精血被賦予超自然力量的人類)，他們與血臣(被變造專門服侍吸血鬼的血僕)則有生物上的共同特徵。他們之間最大的差異是文化。血臣是在吸血鬼與血僕的特異次文化下成長的。只有極少部分情況下，血臣會在正常人群中長大。亞種通常花費一輩子的時間與人類共處。甚至不知道自己的超自然基因存在，一旦接觸了黑暗世界，往往會帶給他們很大的震撼。
亞種都很年輕，沒有例外。淡血种/薄血种(最虛弱的吸血鬼們)在遊戲中出現的時間是最後的二十年間。(以1998為準)
亞種在許多吸血鬼小說中，是由人類母親與吸血鬼父親所生的孩子，反之亦然。亞種被認為具有特殊能力可以辨認出吸血鬼，即便他們是隱形的。星期六生的人常常也被描述成具有此能力。

### Embrace 初擁
在白狼公司的吸血鬼RPG遊戲中，初擁是指將吸血鬼的詛咒傳至人類身上，將其變造為吸血鬼的行為。
雖說不同的吸血鬼氏族跟血系(例如巴力)在此行為上都有各自的差異，通則上，初擁意味著在允許目標飲用變造者的血之前，必須先吸乾目標的血液。若是變造者本身沒有吸乾目標的血液，那麼所創造出來的並非子嗣，而是血僕。(原文意涵是為死亡著迷者，亦有食屍鬼之涵義，中文翻譯為血奴或血僕)
給予初擁的吸血鬼為變造者(中文或稱為父親、母親，原文有父輩之意)，而被變造出來的新吸血鬼則稱子嗣(childe，複數childer)。新生吸血鬼的血液會比其父輩的血液來得淡薄，因為，依先祖該隱之說，他們相差了一個世代。
初擁的失敗是常見的，畢竟變造者很有可能意外地殺了目標，或最後只獲得一個虛弱的子嗣。相應來說，越遠世代的吸血鬼越容易失敗。在黑暗時代裡，第十二代的吸血鬼通常無法完成初擁，而在現代，多數的玩家都是十三世代，初擁成功的機率近乎是零。
密黨的領導者在變造新血此點上嚴加管理，這通常為高位者的特權；沒有經過准許擅自製造子嗣者會被懲處。這是為了達到人口控制，及平衡相互仇視的氏族之力量。過多的吸血鬼數量，會增加無氏族者與虛弱的後裔數量，以及危害吸血鬼之避世潜藏。
魔黨並無對此加以限制，反而是經常變造大量的遠世代吸血鬼作為戰爭前線的砲灰。
在吸血鬼：安魂彌撒中，初擁的條件變得更為艱難(遊戲中，需要獻祭出意志力的永久點數，這只能透過付出經驗值增加)。這是為了防止出現在先前版本中的"成群吸血鬼"現象，並讓繁衍子嗣顯得更為意義重大。

### 血僕
在白狼遊戲公司製作的黑暗世界架構中，血僕（食屍鬼）可以是死屍或生物（人或其他動物），受制於吸血鬼的精血（vitae）而成為其僕人者。
任何種類的動物，包括人類，可以經由類似血族中的血縛過程，被轉變為血僕；也就是，從一個吸血鬼身上飲用數次的精血。三次之後，血僕便會上癮，並且會需要主人的血液來補給。
同吸血鬼一樣，血僕嗜血，治癒能力異常快速，也可以發展一些超自然異能，老化速度相當緩慢；但不同於吸血鬼，血僕在白天是完全清醒的也可以暴露在日光下。血僕也可以進入狂熱狀態，雖然不如吸血鬼那麼容易。
人類血僕對於吸血鬼來說一直是很有用的，他們像是吸血鬼僕人或是管家，通常會維護自己的主人。在黑暗時代的東歐，血僕或血臣的家族是侍奉棘秘魑（Tzimisce）氏族的領主。該隱异端（Cainite Heresy）雖說是被吸血鬼所統治，實際上的運作則是由血僕負責。
動物血僕同樣極為有用，特別是對於那些具有動物異能的吸血鬼而言。好比棘秘魑（Tzimisce）領主會利用馬作為血僕以作為交通工具。從混雜的血僕群體中，利用变幻术（Vicissitude）異能，棘秘魑（Tzimisce）氏族亦創造了vozhd，巨大的生物戰爭機器。

### 異能
異能（Discipline）是吸血鬼所使用的超自然力量。某些異能為許多氏族所知且容易使用，其他則為特定的氏族甚至是特定血系所獨有。
視覺無法察覺的異能，或者無法被追蹤使用者的異能較安全，其他的或多或少都會擾亂血族的避世。